# Кочино (Чувашия)
Кочино (чув. Кӗтӗквар) — деревня в Мариинско-Посадском муниципальном округе Чувашской Республики России. С 2004 по 2022 гг входила в состав Шоршелского сельского поселения. Жители деревни — чуваши.

## География
Деревня находится в северо-восточной части Чувашии, в пределах Чувашского плато, в зоне хвойно-широколиственных лесов, у реки Цивиль, к западу от автодороги 97Н-027.

## История
до 1866 года в основном государственные крестьяне, занимались земледелием, животноводством.
Деревня до упразднения уездно-губернского деления входила в состав Акулевской волости Чебоксарского уезда до 1927 года, в дальнейшем — в Мариинско-Посадском района, за исключением периода с 1962 по 1965 годы, когда была включена в Чебоксарский район.
В 2016 году запущена трансляция программ пакета РТРС-1 (первый мультиплекс) с новой станции в деревне Кочино, который станет доступен более чем 125 тыс. жителям Чувашии, включая город Новочебоксарск.

## Население
| 2010 | 2012 |
| ---- | ---- |
| 83   | ↗114 |

## Инфраструктура
Личное подсобное хозяйство с зоной сельскохозяйственного использования, индивидуальная застройка усадебного типа. Деревня состоит из 52 домов, которые располагаются на трёх улицах.
Основа экономики — сельское хозяйство.